# Гомес да Силва, Жувенал
Жувенал Гомес да Силва (порт. Juvenal Gomes da Silva; 5 июня 1979, Сан-Паулу, также известный как Венна или Вена (порт. Venna; Vena) — бразильский футболист, защитник.

## Биография
Начинал карьеру в бразильских клубах выступавших на уровне чемпионата штата Сан-Паулу — «Униан Можи», «Сан-Жозе», «Фламенго де Гуарильюс» и других. В 2005 году играл за «Толедо» из штата Парана.
В 2006 году перешёл в минское «Динамо», с которым стал серебряным призёром чемпионата Белоруссии. Участвовал в играх Кубка УЕФА (4 матча). В 2007 году перешёл в «Неман» (Гродно), где провёл два сезона и был капитаном команды, по итогам 2007 года был включён в список 22-х лучших игроков чемпионата Белоруссии. В 2009 году вернулся в минское «Динамо», но не сыграл ни одного матча. В 2010 году выступал за «Нафтан» (Новополоцк). Участник матча за Суперкубок Белоруссии, где не смог реализовать послематчевый пенальти, а его команда уступила борисовскому БАТЭ. Всего в высшей лиге Белоруссии сыграл 92 матча и забил 3 гола.
В 2011—2012 годах выступал в чемпионате Литвы за «Шяуляй», провёл 57 матчей в чемпионате и 2 игры в Лиге Европы. В конце карьеры снова играл на родине, в том числе за клубы «Блуменау» и «Атлетико Херманн Айхингер» из штата Санта-Катарина.
После окончания игровой карьеры был рабочим в металлургической компании. В 2018 году его приглашали в Гродно в качестве детского тренера.

## Достижения
- Серебряный призёр чемпионата Белоруссии: 2006